# Étienne Lepage
Pour les articles homonymes, voir Lepage.
Étienne Lepage (né en 1979) est un dramaturge québécois diplômé de l'École nationale de théâtre du Canada.

## Biographie
Étienne Lepage est né à Montréal en 1979. Après un baccalauréat d'études littéraires à l'Université du Québec à Montréal, Étienne Lepage complète le programme d'écriture dramatique de l'École nationale de théâtre du Canada. À sa sortie en 2007, il coécrit, met en scène et interprète Théâtre Catastrophe avec le Nouveau Théâtre Expérimental. En 2008, sa pièce Le mariage de Francis Camélias remporte l'Aide à la création du Centre national du théâtre, à Paris. En 2009, sa traduction de la pièce de David Harrower Blackbird est présenté au Théâtre Prospero dans une mise en scène de Téo Spychalski. En octobre de la même année, sa pièce Rouge Gueule est portée à la scène par le Théâtre PàP dans une mise en scène de Claude Poissant. Par la suite, suivront plusieurs textes forts qui, par leur étonnante diversité de genres comme L'Enclos de l'éléphant présenté au Festival TransAmériques en 2011 et le texte Robin et Marion paru en 2012, confirment son talent de dramaturge. Par ailleurs, il s’adonne avec succès au théâtre jeune public, avec Histoires pour faire des cauchemars, une pièce créée à Bruxelles et présentée aux Coups de théâtre en 2012. 
Plus récemment, il réinvente le conte La reine des neiges qui devient Le cœur en hiver qui lui rapporta un prix Louise-LaHaye en 2016. Étienne Lepage est un scénariste, traducteur et créateur transdisciplinaire, il propose son œuvre, notamment Ainsi parlait.... et Logique du pire parus tous les deux en 2016 avec le chorégraphe Frédérick Gravel, deux objets radicaux et engagés qui sont présentés un peu partout au Canada et en Europe. 
De retour à Montréal au Théâtre d'Aujourd'hui, présente Toccate et fugue. Son nouveau texte qui montre un portrait sombre et absurde d'une humanité aveugle. Puis, aux FrancoFolies de Montréal de 2017, Amours, délices et orgues est un spectacle éclectique élaboré en collaboration avec le chanteur Pierre Lapointe et la metteure en scène Sophie Cadieux.
Il fait son entrée au Théâtre du Nouveau Monde en mars 2018 avec une réécriture de L’Idiot de Dostoïevski, spectacle créé en collaboration avec la metteure en scène Catherine Vidal, avec qui il avait déjà travaillé sur certaines de ses pièces.

## Œuvres

### Textes dramatiques montés à la scène
- 2007 : Théâtre Catastrophe
- 2007 : Acné japonaise
- 2008 : Le Mariage de Francis Camélias
- 2009 : Rouge Gueule
- 2010 : KICK, suivi de Gifles
- 2010 : Éclats et autres libertés (coauteur)
- 2011 : L'Enclos de l'éléphant
- 2012 : Histoires pour faire des cauchemars
- 2012 : Robin et Marion
- 2013 : Ainsi parlait...
- 2015 : Le cœur en hiver
- 2016 : Logique du pire
- 2016 : Ça!
- 2017 : Toccate et fugue
- 2018 : L'Idiot (d'après Dostoïevski)
- 2019 : Le Ravissement
- 2022 : Malaise dans la civilisation
- 2024: Trop Humains

### Traductions
- 2009: Blackbird de David Harrower (G.B.)
- 2012 : Gold Mountain de David Yip et Kevin Wong (CAN)
- 2012 : Chatroom d'Enda Walsh (G.B.)
- 2015 : Huff de Cliff Cardinal (CAN)
- 2020 : The Nether de Jennifer Haley (É.U.)

## Distinctions
- 2008 : Lauréat de la prime à la création du Centre National du Théâtre de Paris pour Le Mariage de Francis Camélias[1]
- 2010 : Lauréat du prix Louise-Lahaye, catégorie «Meilleur texte jeune public» pour Éclats et autres libertés, texte coécrit avec trois autres auteurs[4]
- 2010 : Finaliste au Prix du Gouverneur général du Canada pour L'Enclos de l'éléphant
- 2010 : Finaliste du Prix Michel Tremblay pour Rouge Gueule
- 2014 : Finaliste au Prix du Gouverneur Général du Canada pour Histoires pour faire des cauchemars
- 2016 : Lauréat du prix Louise-Lahaye pour Le Cœur en hiver
- 2018 : Finaliste du prix Louise Lahaye pour Ça!
- 2021 : Auteur en résidence au Département des littératures de langue française, de traduction et de création de l'Université McGill